# قاي وليامز (صحفي)
قاي وليامز (بالإنجليزية: Guy Williams)‏ هو صحفي أسترالي، ولد في 28 أبريل 1984 في أستراليا.